# Abu Merouane
Abu Merouane est un saint de la ville d'Annaba dont la plus vieille mosquée porte le nom (mosquée Sidi Bou Merouane).

## Biographie
Abu Merouane serait né en 1037 à Séville (Andalousie) lorsqu'elle était sous domination musulmane. Il a voyagé au Moyen-Orient en quête de spiritualité, puis s'est installé dans la ville de Annaba (Buna à son époque) où il devient imam de la mosquée nouvellement construite (mosquée Sidi Bou Merouane). Le saint soufi de Tlemcen Sidi Boumedine déclara que Abu Merouane était un grand érudit en religion. Il décédera l'année 1111 ou 1108.